# Кировский район (Ярославль)
Кировский район — один из шести административных районов Ярославля. Расположен в центральной части города.
На территории, включённой в район, проживает 49 576 чел. (2021) (8.79 % ярославцев).
С января 2016 года оба центральных района Ярославля — Кировский и Ленинский — фактически объединены в одну административную единицу. При этом были сохранены оба старых названия, и ныне административно-территориальная единица носит название Кировский и Ленинский районы. Предполагавшаяся изначально смена названия на более удобное и краткое Центральный район — так и не была осуществлена.
Территория администрирования Кировского района включает в себя древнейшие части города — Стрелку, Земляной город и большую часть Посада, а также район Всполье, посёлки Кармановский и Локомотив, и небольшой участок земли на правом берегу Которосли.

## Географическое положение
Кировский район граничит со всеми остальными административными районами города и с Ярославским районом области.

## История
Образован в 1936 году, вместе со Сталинским и Красноперекопским районами, на пленуме Ярославского городского Совета рабочих, крестьянских и красноармейских депутатов, когда было принято решение о разделении города на районы и утверждении их границ. В 1938 году заволжская часть Кировского района выделена в Заволжский район.
С января 2016 года управление Ленинским и Кировским районами Ярославля осуществляется единой администрацией.

## Население
| 1959    | 1970    | 1979    | 1989    | 2002    | 2009    | 2010    |
| ------- | ------- | ------- | ------- | ------- | ------- | ------- |
| 104 881 | ↘97 148 | ↘95 743 | ↘81 412 | ↘66 778 | ↘58 333 | ↘56 850 |
| 2011    | 2012    | 2013    | 2014    | 2015    | 2016    | 2017    |
| ↘56 700 | ↘56 265 | ↘56 005 | ↗56 091 | ↘55 906 | ↘55 776 | ↗55 995 |
| 2018    | 2019    | 2020    | 2021    |         |         |         |
| ↗56 386 | ↗56 576 | ↗56 578 | ↘49 576 |         |         |         |